# Deán Funes
Deán Funes est une ville de la province de Córdoba, en Argentine, et le chef-lieu du département de Ischilín. Elle est située à 118 km au nord de la capitale provinciale Córdoba et compte quelque vingt mille habitants.

## Histoire
Deán Funes fut fondé en mars 1875 sous le nom de Villa de Deán Funes. À l’instar de beaucoup d’autres localités du pays, la ville doit son existence à la construction du réseau ferroviaire argentin. Elle fut nommée en l’honneur de l’écrivain, homme politique et doyen (deán, en espagnol) de l’archidiocèse de Córdoba, Gregorio Funes, qui fut, à la fin du XVIIIe siècle, curé d’une paroisse rurale proche. Deán Funes jouit du statut de ville depuis octobre 1929.
La ville accueillit de fortes vagues d’immigrants, composées principalement d’Espagnols, d’Italiens, d’Arabes et de Yougoslaves. Un festival s’y tient chaque année en janvier, centré sur les traditions locales.

## Patrimoine religieux
- Chartreuse Saint-Joseph (Cartuja San José), seule chartreuse d'Argentine et d'Amérique latine hispanophone, fondée en 1998. Elle ne se visite pas.